# Emir Halimić
Emir Halimić (Sarajevo, 10 agosto 1970) è un ex cestista bosniaco, fino al 1992 jugoslavo.

## Carriera
Con la Bosnia ed Erzegovina ha disputato i Campionati europei del 1993.